# Guy (Arkansas)
Guy é uma cidade  localizada no estado americano de Arkansas, no Condado de Faulkner.

## Demografia
Segundo o censo americano de 2000, a sua população era de 202 habitantes.
Em 2006, foi estimada uma população de 557, um aumento de 355 (175.7%).

## Geografia
De acordo com o United States Census Bureau, a localidade tem uma área de 2,4 km², sem área coberta por água. Guy localiza-se a aproximadamente 129 m acima do nível do mar.

## Localidades na vizinhança
O diagrama seguinte representa as localidades num raio de 24 km ao redor de Guy.